# کیهو، میئه
کیهو، میئه (به لاتین: Kihō, Mie) یک منطقهٔ مسکونی در ژاپن است که در Minamimuro District واقع شده‌است. کیهو ۷۹٫۶۶ کیلومترمربع مساحت و ۱۱٬۴۵۴ نفر جمعیت دارد.